# Rechenberg (baltisches Adelsgeschlecht)

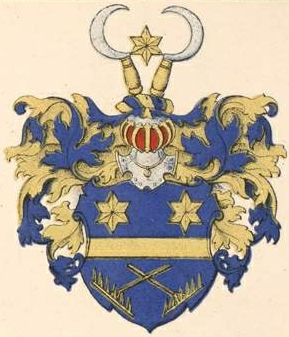
Wappen derer von Linten im Baltischen Wappenbuch

Rechenberg genannt Linten, russisch Рехенберг-Линтен, ist der Name eines baltischen Adelsgeschlechts.

## Geschichte
Das Geschlecht soll aus der Reittenau stammen, wo es bereits 1305 urkundlich auftrat. Der Bei- bzw. Genanntname soll sich von Schloss Lindtheim in Franken entlehnen, wo die Familie mit Diethardt von Rechenberg im ausgehenden 15. Jahrhundert einen Hauptmann stellte. Mit dessen Sohn Johann gelangte die Familie nach Livland und wurde für geleistete Kriegsdienste vom Heermeister des Deutschen Ordens mit Land und Leuten im Raum Burtneck doniert.
Am 29. Juni 1747 wurde die Familie bei der Livländischen Ritterschaft (Nr. 66) und am 10. Mai 1841 Kurländischen Ritterschaft (Nr. 140) immatrikuliert.
Die Familie war unter anderem zeitweise zu Dselden, Alt-Pelzen, Irmlau, Eckengraf und Neuenhof begütert.

## Angehörige
- Ernst von Rechenberg (1788–1858), kurländischer Landespolitiker
- Karl Alexander von Rechenberg (1812–1858), russischer Gouverneur von Vaasa
- Nikolai von Rechenberg (1846–1908), russischer Generalleutnant, Geheimrat, Gouverneur der Provinz Wiborg.

## Wappen
Blasonierung: In Blau ein silberner Balken oben von zwei goldenen Sternen nebeneinander, unten von zwei gestürzten und gekreuzten Rechen begleitet. Auf dem Helm mit blau-goldenen Decken ein goldener Stern, zwischen zwei silbernen sich zugewandten Sicheln mit goldenen Griffen.
Abweichend führte der livländische Stamm das untere Feld Rot und auf dem Helm Büffelhörner mit goldenen Querstreifen.